# Xestophrys
Xestophrys es un género de saltamontes longicornios de la subfamilia Conocephalinae. Se distribuye en India, Sudeste asiático, Corea y Japón.

## Especies
Las siguientes especies pertenecen al género Xestophrys:
- Xestophrys agraensis Farooqi & Usmani, 2018
- Xestophrys horvathi Bolívar, 1905
- Xestophrys indicus Karny, 1907
- Xestophrys javanicus Redtenbacher, 1891
- Xestophrys namtseringa Kumar & Chandra, 2019